# محمد زعبیه
محمد زعبیه (عربی: محمد نور الدين عبد السلام زعبية؛ زادهٔ ۲۰ مارس ۱۹۸۹) بازیکن فوتبال اهل لیبی است.
از باشگاه‌هایی که در آن بازی کرده‌است می‌توان به باشگاه فوتبال الاتحاد، باشگاه ورزشی العربی کویت، باشگاه فوتبال پارتیزان، باشگاه فوتبال مولودیه وهران، و باشگاه فوتبال القبائل اشاره کرد.
وی همچنین در تیم ملی فوتبال لیبی بازی کرده‌است.